# Йоанис Хараламбопулос
Йоанис Хараламбопулос (на гръцки: Ιωάννης Χαραλαμπόπουλος) е гръцки политик, вицепремиер, министър на външните работи и на отбраната на Гърция.

## Биография
Йоанис Хараламбопулос е роден в село Псари, Месения. Завършва гръцкото Военно училище и постъпва в армията като пехотен офицер. Участва в Итало-гръцката война (1940-1941). След разгрома на Гърция от април 1941 г. се изтегля заедно с остатъка от армията в Близкия изток, където командва пехотна част до края на 1944 г. След Втората световна война завършва английската Кралска военна академия в Улуич, Лондон. Уволнява се от армията през 1961 г. с чин полковник.
Влиза в политиката като член на Съюза на центъра на Георгиос Папандреу-старши и е избран за депутат от Месения на изборите през 1963 и 1964 г. По време на военната диктатура (1967-1974) участва в съпротивитилното движение срещу нея, заради което нееднократно е арестуван, заточаван и затварян на островите Сирос и Ярос.
След възстановяването на демокрацията през 1974 г. Хараламбопулос е сред учредителите на Общогръцкото социалистическо движение (ПАСОК) и е негов депутат от 1974 до 2004 г. След победата на изборите през октомври 1981 г. той е министър на външните работи (1981-1985), вицепремиер (1985-1988) и министър на отбраната (1986-1989) в правителствата на Андреас Папандреу. През януари 1996 г. след последната оставка на Папандреу Йоанис Хараламбопулос издига неуспешно кандидатурата си на вътрешнопартийните избори за министър-председател.
Хараламбопулос е автор на спомените „Критични години. Борби за демокрация (1936-1996)“, издадена в Атина в 2002 година.